# Canada op de Olympische Winterspelen 2002
Tijdens de Olympische Winterspelen van 2002, die in Salt Lake City (Verenigde Staten) werden gehouden, nam Canada voor de negentiende keer deel.

## Medailleoverzicht
| Sport          | Olympiër                                                                            | Discipline                  | Medaille |
| -------------- | ----------------------------------------------------------------------------------- | --------------------------- | -------- |
| Kunstrijden    | Jamie Salé David Pelletier                                                          | paarrijden                  | Goud     |
| Langlaufen     | Beckie Scott                                                                        | achtervolging 5 km+5 km (v) | Goud     |
| Schaatsen      | Catriona LeMay-Doan                                                                 | 500 m (v)                   | Goud     |
| Shorttrack     | Marc Gagnon                                                                         | 500 m (m)                   | Goud     |
| Shorttrack     | Éric Bédard Marc Gagnon Jonathan Guilmette François-Louis Tremblay Mathieu Turcotte | 5000 m aflossing (m)        | Goud     |
| IJshockey      | Olympisch team                                                                      | mannen                      | Goud     |
| IJshockey      | Olympisch team                                                                      | vrouwen                     | Goud     |
| Curling        | Kevin Martin Don Walchuk Carter Rycroft Don Bartlett Ken Tralnberg                  | mannen                      | Zilver   |
| Freestyleskiën | Veronica Brenner                                                                    | aerials (v)                 | Zilver   |
| Shorttrack     | Jonathan Guilmette                                                                  | 500 m (m)                   | Zilver   |
| Curling        | Kelley Law Julie Skinner Georgina Wheatcroft Diane Nelson Cheryl Noble              | vrouwen                     | Brons    |
| Freestyleskiën | Deidra Dionne                                                                       | aerials (v)                 | Brons    |
| Schaatsen      | Clara Hughes                                                                        | 5000 m (v)                  | Brons    |
| Schaatsen      | Cindy Klassen                                                                       | 3000 m (v)                  | Brons    |
| Shorttrack     | Marc Gagnon                                                                         | 1500 m (m)                  | Brons    |
| Shorttrack     | Mathieu Turcotte                                                                    | 1000 m (m)                  | Brons    |
| Shorttrack     | Isabelle Charest Marie-Eve Drolet Amélie Goulet-Nadon Alanna Kraus Tania Vicent     | 3000 m aflossing (v)        | Brons    |

## Deelnemers en resultaten
(m) = mannen, (v) = vrouwen 

### Alpineskiën
| Olympiër              | Discipline       | Resultaat | Prestatie                                                        |
| --------------------- | ---------------- | --------- | ---------------------------------------------------------------- |
| Dave Anderson         | afdaling (m)     | 38e       | 1.43,20 (+4,07)                                                  |
| Thomas Grandi         | super g (m)      | dnf       | opgave                                                           |
| Thomas Grandi         | reuzenslalom (m) | 12e       | 2.25,24 (+1,96) — 1.13,74+1.11,50                                |
| Thomas Grandi         | slalom (m)       | 16e       | 1.46,23 (+5,17) — 51,15+55,08                                    |
| Darin McBeath         | afdaling (m)     | 32e       | 1.42,15 (+3,02)                                                  |
| Darin McBeath         | super g (m)      | dnf       | opgave                                                           |
| Darin McBeath         | combinatie (m)   | 17e       | 3.29,57 (+12,01) afdaling: 1.41,07 slalom: 1.48,50 — 51,78+56,72 |
| Ed Podivinsky         | afdaling (m)     | 24e       | 1.41,69 (+2,56)                                                  |
| Ed Podivinsky         | super g (m)      | dnf       | opgave                                                           |
| Ed Podivinsky         | combinatie (m)   | dnf-s1    | opgave slalom run 1 afdaling: 1.40,59                            |
| Jean-Philippe Roy     | reuzenslalom (m) | dnf-2     | opgave run 2 — 1.14,34+dnf                                       |
| Jean-Philippe Roy     | slalom (m)       | dnf-1     | opgave run 1                                                     |
| Jean-Philippe Roy     | combinatie (m)   | 8e        | 3.22,68 (+5,12) afdaling: 1.43,31 slalom: 1.39,37 — 46,87+52,50  |
|                       |                  |           |                                                                  |
| Sara-Maude Boucher    | super g (v)      | dnf       | opgave                                                           |
| Sara-Maude Boucher    | combinatie (v)   | 10e       | 2.49,37 (+6,09) slalom: 1.31,27 — 46,37+44,90 afdaling: 1.18,10  |
| Emily Brydon          | reuzenslalom (v) | 38e       | 2.40,62 (+10,61) — 1.21,03+1.19,59                               |
| Emily Brydon          | slalom (v)       | 27e       | 1.58,19 (+12,09) — 58,58+59,61                                   |
| Allison Forsyth       | reuzenslalom (v) | 7e        | 2.32,78 (+2,77) — 1.17,36+1.15,42                                |
| Allison Forsyth       | slalom (v)       | dnf-1     | opgave run 1                                                     |
| Anne-Marie LeFrançois | afdaling (v)     | dnf       | opgave                                                           |
| Anne-Marie LeFrançois | super g (v)      | dnf       | opgave                                                           |
| Geneviève Simard      | super g (v)      | 18e       | 1.15,62 (+2,03)                                                  |
| Geneviève Simard      | combinatie (v)   | 7e        | 2.48,14 (+4,86) slalom: 1.29,88 — 45,76+44,12 afdaling: 1.18,26  |
| Mélanie Turgeon       | afdaling (v)     | 8e        | 1.40,71 (+1,15)                                                  |
| Mélanie Turgeon       | super g (v)      | 20e       | 1.15,76 (+2,17)                                                  |

### Biatlon
| Olympiër    | Discipline                | Resultaat | Prestatie                                 |
| ----------- | ------------------------- | --------- | ----------------------------------------- |
| Robin Clegg | 10 km sprint (m)          | 43e       | 27.28,3 (+2.37,0) pen.: 2 (1 + 1)         |
| Robin Clegg | 12,5 km achtervolging (m) | 42e       | +4.30,0 pen.: 3 (0 + 1 + 1 + 1)           |
| Robin Clegg | 20 km (m)                 | 28e       | 55.17,5 (+4.14,2) pen.: 2 (0 + 1 + 0 + 1) |

### Bobsleeën
| Olympiër                                             | Discipline              | Resultaat | Prestatie                                       |
| ---------------------------------------------------- | ----------------------- | --------- | ----------------------------------------------- |
| Pierre Lueders Giulio Zardo                          | 2-mansbob (m) Canada I  | 5e        | 3.10,73 (+0,62) (47,67 / 47,70 / 47,65 / 47,71) |
| Yannick Morin John Sokolowski                        | 2-mansbob (m) Canada II | 24e       | 3.14,16 (+4,05) (48,41 / 48,50 / 48,55 / 48,70) |
| Pierre Lueders Ken LeBlanc Giulio Zardo Pascal Caron | 4-mansbob (m) Canada I  | 9e        | 3.09,17 (+1,66) (47,12 / 46,97 / 47,41 / 47,67) |
| Christina Smith Paula McKenzie                       | 2-mansbob (v) Canada I  | 9e        | 1.39,35 (+1,59) (49,60 / 49,75)                 |

### Curling
| Olympiër                                                               | Discipline | Resultaat | Prestatie |
| ---------------------------------------------------------------------- | ---------- | --------- | --- |
| Kevin Martin Don Walchuk Carter Rycroft Don Bartlett Ken Tralnberg     | mannen     | Zilver    | Groepsfase: 6- 4 Canada - Groot-Brittannië 8- 3 Canada - Verenigde Staten 9- 4 Canada - Finland 8- 1 Canada - Frankrijk 5- 6 Canada - Zweden 9- 7 Canada - Duitsland 7- 2 Canada - Zwitserland 9- 4 Canada - Noorwegen 8- 3 Canada - Denemarken Halve finale: 6- 4 Canada - Zweden Finale: 5- 6 Canada - Noorwegen                      |
| Kelley Law Julie Skinner Georgina Wheatcroft Diane Nelson Cheryl Noble | vrouwen    | Brons     | Groepsfase: 5- 4 Canada - Zweden 6- 5 Canada - Noorwegen 7- 6 Canada - Rusland 6- 4 Canada - Verenigde Staten 9- 4 Canada - Groot-Brittannië 8- 4 Canada - Duitsland 9- 4 Canada - Japan 9- 4 Canada - Denemarken 6- 7 Canada - Zwitserland Halve finale: 5- 6 Canada - Groot-Brittannië Bronzen finale: 9- 5 Canada - Verenigde Staten |

### Freestyleskiën
| Olympiër          | Discipline  | Resultaat | Prestatie                           |
| ----------------- | ----------- | --------- | ----------------------------------- |
| Scott Bellavance  | moguls (m)  | 6e        | 26,55 p. (kwalificatie: 25,14 p.)   |
| Ryan Johnson      | moguls (m)  | 7e        | 26,55 p. (kwalificatie: 25,60 p.)   |
| Stéphane Rochon   | moguls (m)  | 15e       | 19,80 p. (kwalificatie: 25,57 p.)   |
| Jean-Luc Brassard | moguls (m)  | 21e       | dnq (kwalificatie: 23,31 p.)        |
| Jeff Bean         | aerials (m) | 4e        | 250,97 p. (kwalificatie: 230,28 p.) |
| Andy Capicik      | aerials (m) | 8e        | 243,78 p. (kwalificatie: 239,69 p.) |
| Steve Omischl     | aerials (m) | 11e       | 222,04 p. (kwalificatie: 242,30 p.) |
| Nicolas Fontaine  | aerials (m) | 16e       | dnq (kwalificatie: 212,48 p.)       |
| Jennifer Heil     | moguls (v)  | 4e        | 24,84 p. (kwalificatie: 23,19 p.)   |
| Kelly Ringstad    | moguls (v)  | 13e       | 22,86 p. (kwalificatie: 22,40 p.)   |
| Tami Bradley      | moguls (v)  | 14e       | 18,46 p. (kwalificatie: 22,55 p.)   |
| Veronica Brenner  | aerials (v) | Zilver    | 190,02 p. (kwalificatie: 168,03 p.) |
| Deidra Dionne     | aerials (v) | Brons     | 189,26 p. (kwalificatie: 174,51 p.) |
| Veronika Bauer    | aerials (v) | 10e       | 153,88 p. (kwalificatie: 167,58 p.) |

### Kunstrijden
| Olympiër                             | Discipline | Resultaat | Prestatie                                                 |
| ------------------------------------ | ---------- | --------- | --------------------------------------------------------- |
| Elvis Stojko                         | mannen     | 8e        | 11,5 p. (korte kür: 7 - lange kür: 8)                     |
| Jennifer Robinson                    | vrouwen    | 7e        | 11,0 p. (korte kür: 8 - lange kür: 7)                     |
| Jamie Salé David Pelletier           | paarrijden | Goud      | 2,0 p. (korte kür: 2 - lange kür: 1)                      |
| Jacinthe Larivière Lenny Faustino    | paarrijden | 10e       | 16,5 p. (korte kür: 13 - lange kür: 10)                   |
| Anabelle Langlois Patrice Archetto   | paarrijden | 12e       | 18,0 p. (korte kür: 14 - lange kür: 11)                   |
| Shae-Lynn Bourne Victor Kraatz       | ijsdansen  | 4e        | 8,0 p. (verpl.1: 4 - verpl.2: 4 - org.: 4 - vrij: 4)      |
| Marie-France Dubreuil Patrice Lauzon | ijsdansen  | 12e       | 23,8 p. (verpl.1: 11 - verpl.2: 12 - org.: 12 - vrij: 12) |

### Langlaufen
| Olympiër                                                       | Discipline                       | Resultaat | Prestatie                                                                     |
| -------------------------------------------------------------- | -------------------------------- | --------- | ----------------------------------------------------------------------------- |
| Donald Farley                                                  | sprint (m)                       | 43e       | dnq, kwal.:3.03,02 (+12,95)                                                   |
| Donald Farley                                                  | 15 km klassiek (m)               | 46e       | 41.26,6 (+4.19,2)                                                             |
| Donald Farley                                                  | 30 km vrije stijl massastart (m) | 45e       | 1:17.43,6 (+6.12,6)                                                           |
| Donald Farley                                                  | 50 km klassiek (m)               | 39e       | 2:21.26,5 (+15.05,7)                                                          |
|                                                                |                                  |           |                                                                               |
| Amanda Fortier                                                 | 15 km vrije stijl massastart (v) | 34e       | 43.38,7 (+3.44,3)                                                             |
| Amanda Fortier                                                 | 30 km klassiek (v)               | 28e       | 1:42.08,1 (+11.11,0)                                                          |
| Amanda Fortier                                                 | achtervolging 5 km+5 km (v)      | 49e       | niet geplaatst vrije stijl (klassiek:14.30,5 + vrije stijl:dnq)               |
| Jaime Fortier                                                  | sprint (v)                       | 30e       | dnq, kwal.:3.23,98 (+11,22)                                                   |
| Jaime Fortier                                                  | 10 km klassiek (v)               | 45e       | 31.42,1 (+3.36,5)                                                             |
| Jaime Fortier                                                  | 15 km vrije stijl massastart (v) | 37e       | 43.54,0 (+3.59,6)                                                             |
| Jaime Fortier                                                  | 30 km klassiek (v)               | 34e       | 1:44.26,2 (+13.29,1)                                                          |
| Sara Renner                                                    | sprint (v)                       | 9e        | dnq, hf 2 (5e): 3.20,0, kf 4 (2e): 3.42,4, kwal.:3.18,07 (+5,31)              |
| Sara Renner                                                    | 10 km klassiek (v)               | 13e       | 29.46,7 (+1.41,1)                                                             |
| Sara Renner                                                    | achtervolging 5 km+5 km (v)      | 17e       | +1.00,4 (klassiek:13.57,3 + vrije stijl:12.13,3)                              |
| Beckie Scott                                                   | sprint (v)                       | 5e        | B-finale: 3.24,9, hf 1 (4e): 3.25,4, kf 2 (1e): 3.15,8, kwal.:3.14,62 (+1,86) |
| Beckie Scott                                                   | 10 km klassiek (v)               | 4e        | 28.49,2 (+43,6)                                                               |
| Beckie Scott                                                   | achtervolging 5 km+5 km (v)      | Goud      | 25.09,9 (klassiek:13.17,5 + vrije stijl:11.52,9)                              |
| Milaine Thériault                                              | sprint (v)                       | 31e       | dnq, kwal.:3.24,41 (+11,65)                                                   |
| Milaine Thériault                                              | 10 km klassiek (v)               | 23e       | 30.12,6 (+2.07,0)                                                             |
| Milaine Thériault                                              | 30 km klassiek (v)               | 31e       | 1:42.56,9 (+11.59,8)                                                          |
| Milaine Thériault                                              | achtervolging 5 km+5 km (v)      | 33e       | +1.19,2 (klassiek:13.57,0 + vrije stijl:12.32,1)                              |
| Team Sara Renner Milaine Thériault Amanda Fortier Beckie Scott | 4x5 km estafette (v)             | 8e        | 50.49,6 (+1.19,0) 13.19,8 13.39,7 12.10,7 11.39,4                             |

### Rodelen
| Olympiër                   | Discipline | Resultaat | Prestatie                                             |
| -------------------------- | ---------- | --------- | ----------------------------------------------------- |
| Kyle Connelly              | mannen     | 11e       | 2.59,723 (+1,782) (44,945 / 44,922 / 44,712 / 45,144) |
| Chris Moffat               | mannen     | 14e       | 3.00,000 (+2,059) (45,116 / 45,145 / 44,651 / 45,088) |
| Tyler Seitz                | mannen     | 19e       | 3.00,221 (+2,280) (45,051 / 45,169 / 44,756 / 45,245) |
| Regan Lauscher             | vrouwen    | 12e       | 2.55,118 (+2,654) (44,001 / 43,681 / 43,615 / 43,821) |
| Chris Moffat Eric Pothier  | dubbel     | 5e        | 1.26,501 (+0,419) (43,285 / 43,216)                   |
| Grant Albrecht Mike Moffat | dubbel     | 12e       | 1.27,366 (+1,284) (43,645 / 43,721)                   |

### Schaatsen
| Olympiër            | Discipline   | Resultaat | Prestatie                     |
| ------------------- | ------------ | --------- | ----------------------------- |
| Pat Bouchard        | 500 m (m)    | 20e       | 1.10,88 (+1,65) — 35,54+35,34 |
| Pat Bouchard        | 1000 m (m)   | 19e       | 1.09,21 (+2,03)               |
| Éric Brisson        | 500 m (m)    | 24e       | 1.11,54 (+2,31) — 35,86+35,68 |
| Steven Elm          | 1500 m (m)   | 18e       | 1.46,99 (+3,04)               |
| Steven Elm          | 5000 m (m)   | 23e       | 6.34,76 (+20,10)              |
| Mike Ireland        | 500 m (m)    | 7e        | 1.09,60 (+0,37) — 34,77+34,83 |
| Mike Ireland        | 1000 m (m)   | 14e       | 1.08,88 (+1,70)               |
| Mark Knoll          | 5000 m (m)   | 18e       | 6.30,63 (+15,97)              |
| Philippe Marois     | 1500 m (m)   | 28e       | 1.48,13 (+4,18)               |
| Kevin Marshall      | 1000 m (m)   | 20e       | 1.09,26 (+2,08)               |
| Kevin Marshall      | 1500 m (m)   | 17e       | 1.46,75 (+2,80)               |
| Dustin Molicki      | 1500 m (m)   | 12e       | 1.46,00 (+2,05)               |
| Dustin Molicki      | 5000 m (m)   | 11e       | 6.26,29 (+11,63)              |
| Dustin Molicki      | 10.000 m (m) | 16e       | 13.54,49 (+55,57)             |
| Jeremy Wotherspoon  | 500 m (m)    | dnf       | opgave — dnf+34,63            |
| Jeremy Wotherspoon  | 1000 m (m)   | 13e       | 1.08,82 (+1,64)               |
|                     |              |           |                               |
| Susan Auch          | 500 m (v)    | 21e       | 1.17,60 (+2,85) — 38,84+38,76 |
| Susan Auch          | 1000 m (v)   | 27e       | 1.17,89 (+4,06)               |
| Kristina Groves     | 1500 m (v)   | 20e       | 1.59,54 (+5,52)               |
| Kristina Groves     | 3000 m (v)   | 8e        | 4.06,44 (+8,74)               |
| Kristina Groves     | 5000 m (v)   | 10e       | 7.07,16 (+20,25)              |
| Clara Hughes        | 3000 m (v)   | 10e       | 4.06,57 (+8,87)               |
| Clara Hughes        | 5000 m (v)   | Brons     | 6.53,53 (+6,62)               |
| Cindy Klassen       | 1000 m (v)   | 13e       | 1.15,08 (+1,25)               |
| Cindy Klassen       | 1500 m (v)   | 4e        | 1.55,59 (+1,57)               |
| Cindy Klassen       | 3000 m (v)   | Brons     | 3.58,97 (+1,27)               |
| Cindy Klassen       | 5000 m (v)   | 4e        | 6.55,89 (+8,98)               |
| Catriona LeMay-Doan | 500 m (v)    | Goud      | 1.14,75 — 37,30+37,45         |
| Catriona LeMay-Doan | 1000 m (v)   | 9e        | 1.14,72 (+0,89)               |
| Cindy Overland      | 1500 m (v)   | 25e       | 2.00,02 (+6,00)               |

### Shorttrack
| Olympiër                                                                            | Discipline           | Resultaat | Prestatie                                                                         |
| ----------------------------------------------------------------------------------- | -------------------- | --------- | --------------------------------------------------------------------------------- |
| Marc Gagnon                                                                         | 500 m (m)            | Goud      | Finale: 41,802, hf 1 (2e): 41,981, kf 2 (2e): 42,384, vr 3 (2e): 43,395           |
| Marc Gagnon                                                                         | 1000 m (m)           | 16e       | dnq, kf 2: diskwalificatie, vr 5 (2e): 1.28,718                                   |
| Marc Gagnon                                                                         | 1500 m (m)           | Brons     | Finale: 2.18,806, hf 3 (2e): 2.20,050, vr 6 (1e): 2.20,126                        |
| Jonathan Guilmette                                                                  | 500 m (m)            | Zilver    | Finale: 41,994, hf 2 (1e): 42,201, kf 1 (1e): 42,809, vr 7 (1e): 42,326           |
| Jonathan Guilmette                                                                  | 1500 m (m)           | dq        | dnq, vr 5: diskwalificatie                                                        |
| Mathieu Turcotte                                                                    | 1000 m (m)           | Brons     | Finale: 1.30,563, hf 1 (3e): 1.35,155, kf 3 (1e): 1.27,185, vr 7 (2e): 1.28,229   |
| Éric Bédard Marc Gagnon Jonathan Guilmette François-Louis Tremblay Mathieu Turcotte | 5000 m aflossing (m) | Goud      | Finale: 6.51,579, hf 1 (1e): 6.45,455                                             |
|                                                                                     |                      |           |                                                                                   |
| Isabelle Charest                                                                    | 500 m (v)            | 4e        | Finale: 44,662, hf 1 (2e): 44,307, kf 4 (3e): 45,011, vr 3 (2e): 44,964           |
| Marie-Eve Drolet                                                                    | 1000 m (v)           | 4e        | Finale: 1.37,563, hf 1 (1e): 1.37,916, kf 4 (2e): 1.33,578, vr 1 (2e): 1.40,646   |
| Marie-Eve Drolet                                                                    | 1500 m (v)           | 6e        | B-finale: 2.31,203, hf 2 (3e): 2.21,758, vr 4 (3e): 2.29,652                      |
| Alanna Kraus                                                                        | 500 m (v)            | 6e        | B-finale: 44,930, hf 2 (3e): 44,776, kf 3 (2e): 44,863, vr 5 (1e): 45,101         |
| Alanna Kraus                                                                        | 1000 m (v)           | 8e        | B-finale: 1.35,642, hf 2 (3e): 1.35,510, kf 2 (1e): 1.36,683, vr 7 (1e): 1.33,622 |
| Alanna Kraus                                                                        | 1500 m (v)           | 5e        | Finale: 3.05,002, hf 3 (2e): 2.32,411, vr 1 (2e): 2.26,968                        |
| Isabelle Charest Marie-Eve Drolet Amélie Goulet-Nadon Alanna Kraus Tania Vicent     | 3000 m aflossing (v) | Brons     | Finale: 4.15,738, hf 2 (2e): 4.16,920                                             |

### Skeleton
| Olympiër       | Discipline | Resultaat | Prestatie                     |
| -------------- | ---------- | --------- | ----------------------------- |
| Jeff Pain      | mannen     | 6e        | 1.42,92 (+0,96) — 51,51+51,41 |
| Duff Gibson    | mannen     | 10e       | 1.43,16 (+1,20) — 51,40+51,76 |
| Pascal Richard | mannen     | 15e       | 1.43,84 (+1,88) — 51,98+51,86 |
| Lindsay Alcock | vrouwen    | 6e        | 1.45,69 (+0,58) — 52,62+53,07 |
| Michelle Kelly | vrouwen    | 10e       | 1.47,32 (+2,21) — 53,76+53,56 |

### Snowboarden
| Olympiër           | Discipline               | Resultaat | Prestatie                                                                           |
| ------------------ | ------------------------ | --------- | ----------------------------------------------------------------------------------- |
| Trevor Andrew      | halfpipe (m)             | 9e        | 38,6 p. kwal. 1: 10,8 kwal. 2:39,4 q                                                |
| Brett Carpentier   | halfpipe (m)             | 22e       | dnq kwal. 1: 29,7 kwal. 2:31,6                                                      |
| Daniel Migneault   | halfpipe (m)             | 26e       | dnq kwal. 1: 19,2 kwal. 2:28,7                                                      |
| Mike Michalchuk    | halfpipe (m)             | 27e       | dnq kwal. 1: 34,8 kwal. 2:28,6                                                      |
| Jérôme Sylvestre   | parallelreuzenslalom (m) | 12e       | kwalificatie: 36,86 (6e) ronde 1: verliest van Chris Klug, USA (+0.31)(-0.26) +0.05 |
| Mark Fawcett       | parallelreuzenslalom (m) | 17e       | dnq kwalificatie: 37,53                                                             |
| Ryan Wedding       | parallelreuzenslalom (m) | 24e       | dnq kwalificatie: 38,61                                                             |
| Jasey-Jay Anderson | parallelreuzenslalom (m) | 29e       | dnq kwalificatie: 39,09                                                             |
| Natasza Zurek      | halfpipe (v)             | 15e       | dnq kwal. 1: 30,0 kwal. 2:28,6                                                      |

### IJshockey
| Olympiër | Discipline | Resultaat | Prestatie |
| --- | ---------- | --------- | --- |
| Mario Lemieux Paul Kariya Ed Jovanovski Curtis Joseph Jarome Iginla Simon Gagné Chris Pronger Mike Peca Owen Nolan Joe Nieuwendyk Scott Niedermayer Adam Foote Theo Fleury Martin Brodeur Eric Brewer Rob Blake Steve Yzerman Ryan Smyth Brendan Shanahan Joe Sakic Al MacInnis Eric Lindros Ed Belfour (reserve)      | mannen     | Goud      | Hoofdronde groep C: 2- 5 Canada - Zweden 3- 2 Canada - Duitsland 3- 3 Canada - Tsjechië Kwartfinale: 2- 1 Canada - Finland Halve finale: 7- 1 Canada - Wit-Rusland Bronzen finale: 5- 2 Canada - Verenigde Staten |
| Sami Jo Small Becky Kellar Colleen Sostorics Thérèse Brisson Cherie Piper Cheryl Pounder Lori Dupuis Caroline Ouellette Danielle Goyette Jayna Hefford Jennifer Botterill Hayley Wickenheiser Dana Antal Kelly Béchard Tammy Shewchuk Kim St-Pierre Vicky Sunohara Isabelle Chartrand Cassie Campbell Geraldine Heaney | vrouwen    | Goud      | Voorronde groep A: 7- 0 Canada - Kazachstan 7- 0 Canada - Rusland 11- 0 Canada - Zweden Halve finale: 7- 3 Canada - Finland Finale: 3- 2 Canada - Verenigde Staten                                                |

Amerikaanse Maagdeneilanden · Andorra · Argentinië · Armenië · Australië · Azerbeidzjan · België · Bermuda · Bosnië en Herzegovina · Brazilië · Bulgarije · Canada · Chili · China · Chinees Taipei · Costa Rica · Cyprus · Denemarken · Duitsland · Estland · Fiji · Finland · Frankrijk · Georgië · Griekenland · Groot-Brittannië · Hongarije · Hongkong · Ierland · IJsland · India · Iran · Israël · Italië · Jamaica · Japan · Joegoslavië · Kameroen · Kazachstan · Kenia · Kirgizië · Kroatië · Letland · Libanon · Liechtenstein · Litouwen · Macedonië · Mexico · Moldavië · Monaco · Mongolië · Nederland · Nepal · Nieuw-Zeeland · Noorwegen · Oekraïne · Oezbekistan · Oostenrijk · Polen · Roemenië · Rusland · San Marino · Slovenië · Slowakije · Spanje · Tadzjikistan · Thailand · Trinidad en Tobago · Tsjechië · Turkije · Venezuela · Verenigde Staten · Wit-Rusland · Zuid-Afrika · Zuid-Korea · Zweden · Zwitserland

Uitgesloten van deelname: Puerto Rico